# Masia del Pilar (L'Eliana)
El Mas Pilar o del Canonge és una masia situada al carrer Marquesos de Tremolar de L'Eliana construïda l'any 1817.

## Descripció
Es tracta d'una masia situada al sud-oest del terme, de planta rectangular amb tres altures. Tenia unia planta noble com a casa senyorial que va ser, també espais per a l'explotació agrícola com celler, trull o quadres que no s'han conservat. L'edifici està en una parcel·la aïllada propera a l'estació del Metro, amb un xicotet bosc é i zones enjardinades.

## Història

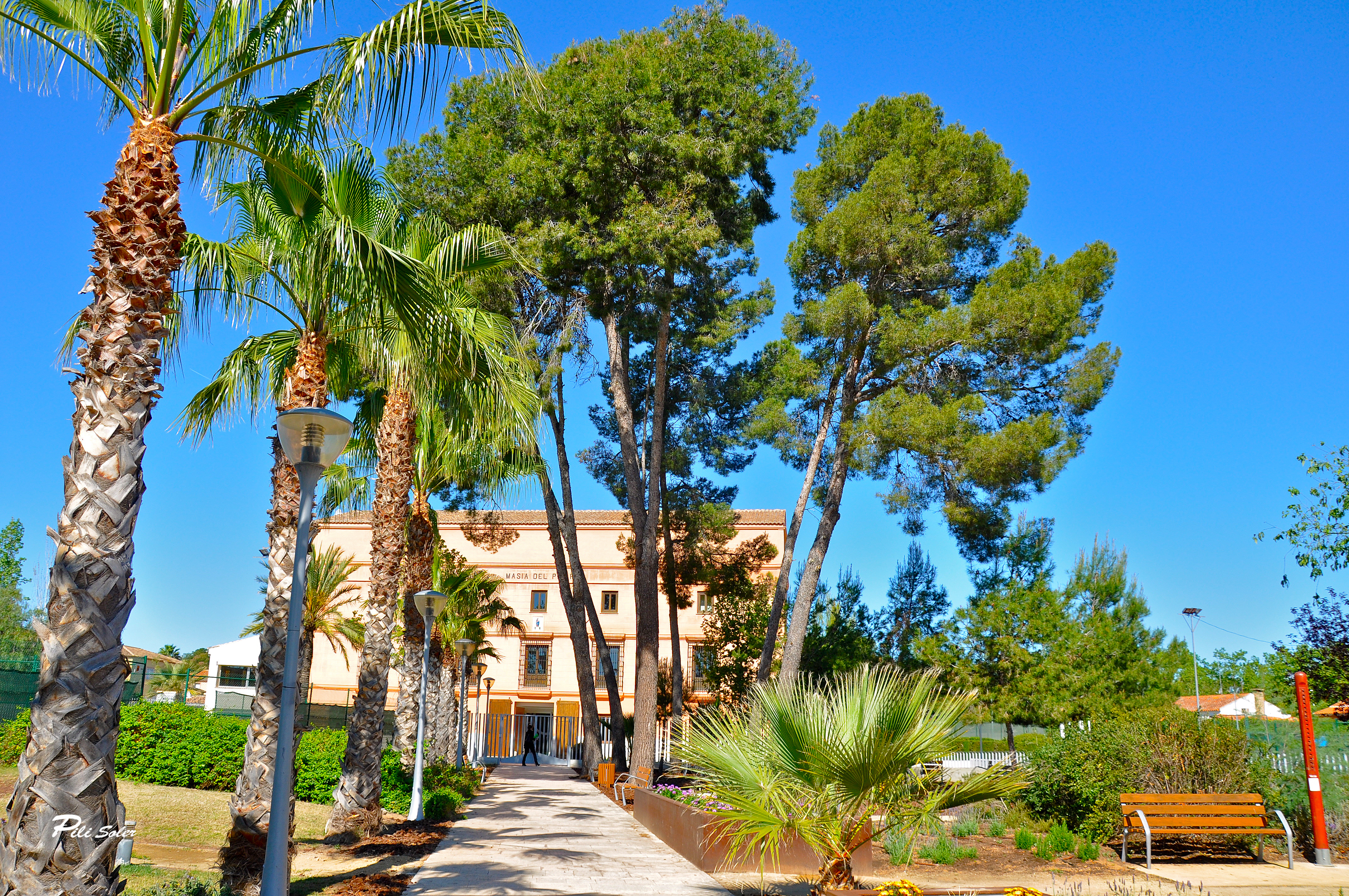
Masia del Pilar

La masia fou construïda al 1817 pel canonge Luis Lassala, del qual rep un dels noms pel qual és coneguda. La presència d'una capella dedicada a la Mare de Déu del Pilar és la que li dona el seu nom principal. Al 1901 la Marquesa de Cruïlles va ampliar l'edifici i als anys 60 del segle XX els Marquesos de Tremolar la restauraren. A principis del segle XXI la masia es va restaurar convertint-se en residència d'estudiants, centre esportiu i de relaxació.